# Anneau 4

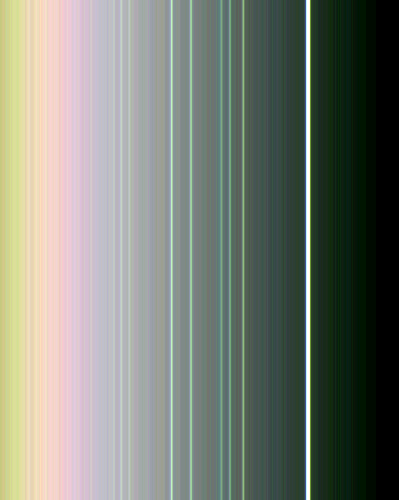
Schéma des anneaux d'Uranus

L'anneau 4 est un anneau planétaire situé autour d'Uranus.

## Caractéristiques
L'anneau 4 orbite à 42 571 km du centre d'Uranus (soit 1,666 fois le rayon de la planète), après l'anneau 5 et avant l'anneau alpha. Comme la plupart des anneaux d'Uranus, il est très fin et ne mesure qu'environ 2 km de large.